# Rittergut Frankleben

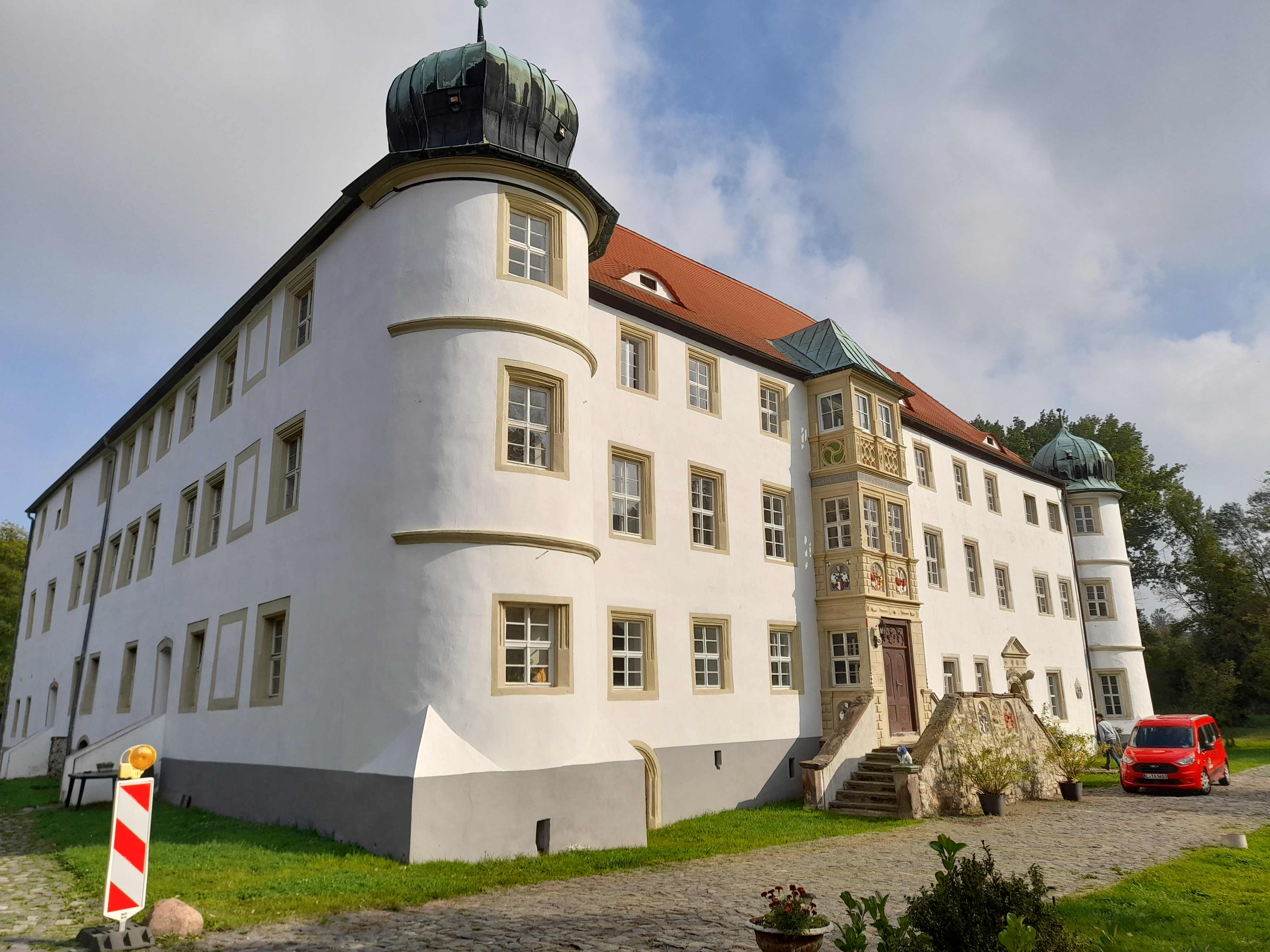
Das Rittergut 2021

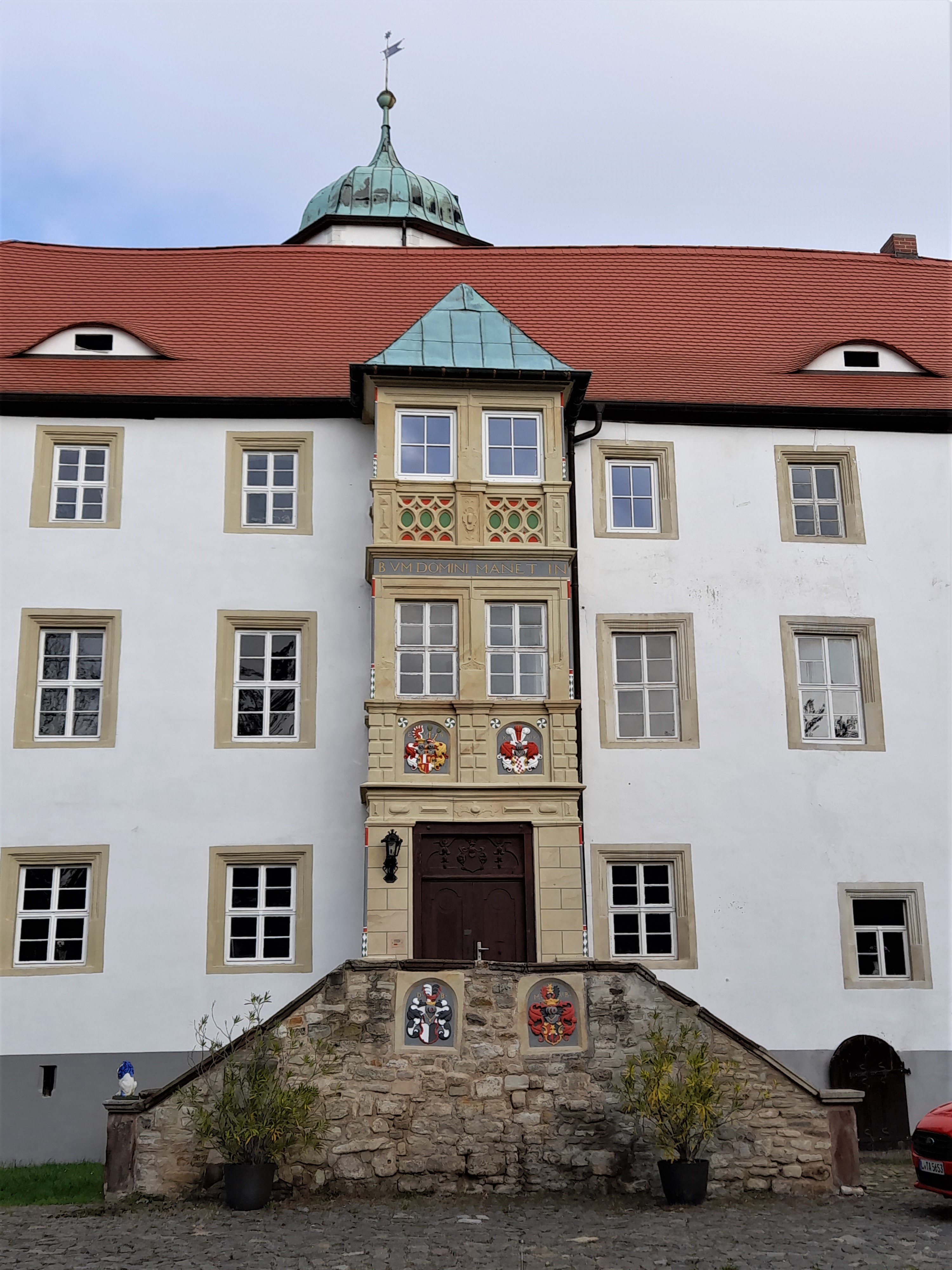
Standerker mit Freitreppe

Das Rittergut Frankleben (auch Unterhof Frankleben oder Schloss Frankleben) ist ein denkmalgeschütztes Bauwerk im Ortsteil Frankleben der Stadt Braunsbedra im Saalekreis in Sachsen-Anhalt. Im örtlichen Denkmalverzeichnis ist das Rittergut unter der Erfassungsnummer 094 20720 als Baudenkmal verzeichnet.

## Allgemeines
Neben dem Rittergut Frankleben mit der Adresse Unterhof 1 befindet sich noch ein Herrenhaus, das auch als Oberhof bezeichnet wird und welches von Karl von Bose in der Zeit von 1570 bis 1600 erbaut wurde.

## Geschichte
An der Stelle des heutigen, inmitten des Orts gelegenen Rittergutes stand vorher eine Wasserburg, die sich im Jahr 1326 im Besitz der Familie von Bose befand. Das heutige Bauwerk im Stil der Renaissance wurde im Auftrag derer von Bose zwischen 1597 und 1603 erbaut, wobei wahrscheinlich Teile des Vorgängerbauwerks in den Neubau integriert wurden. Während Umbauarbeiten im 18., 19. und 20. Jahrhundert wurden das äußere Erscheinungsbild wie auch die Aufteilung der Innenräume stark verändert. Das Rittergut blieb bis zur Enteignung während der Bodenreform in der Sowjetischen Besatzungszone im Jahr 1945 im Besitz der Familie, was über eine derartig lange Zeit eine Seltenheit ist. Nach der Enteignung verfiel das Gebäude, und es fanden erst von 2007 bis 2013 umfangreiche Sanierungsarbeiten statt. Das Rittergut beinhaltet heute eine Außenstelle des Standesamts, Gästezimmer sowie Räumlichkeiten für Feiern.

## Beschreibung
Das vierflügelige Schloss zählt zu den bedeutendsten Schlössern in Sachsen-Anhalt. Das Bauwerk verfügt an der Westseite über einen mittig angeordneten dreigeschossigen Standerker, mit einer Freitreppe davor, und jeweils einen dreigeschossigen Turm an der nordwestlichen und südwestlichen Gebäudeecke. Das ursprüngliche Eingangsportal mit stark verwitterten Gaffköpfen und einer Giebelverdachung befindet sich neben dem südwestlichen Turm. Der von allen vier Flügeln umschlossene Innenhof wird von einem achteckigen Treppenturm mit einer geschweiften Haube dominiert. Aus dem 20. Jahrhundert stammt die umlaufende offene, flachbogige Arkade mit ihren toskanischen Säulen. Im Aufsatz des Sitznischenportals befinden sich ein Allianzwappen von Dietrich von Bose und seiner Ehefrau Magdalene von Berbisdorf aus dem Jahr 1602 und weitere Dekorationen. Der ehemalige Rittersaal verfügt über ein Sandsteinportal aus dem 16. Jahrhundert. In vielen Innenräumen sind sehenswerte Holz- und Stuckdecken erhalten. Zur Ausstattung des Bauwerkes gehört ebenfalls ein Verlies.
An der Süd- und Ostseite lässt sich aufgrund der Teichform der ehemalige Wassergraben nach vollziehen.